# Vitalij Vasil'evič Fedorčuk
Vitalij Vasil'evič Fedorčuk (in russo Виталий Васильевич Федорчук?; Oblast' di Žytomyr, 27 dicembre 1918 – Mosca, 29 febbraio 2008) è stato un politico, generale e poliziotto sovietico, dal 1991 russo.

## Biografia
Nell'Armata Rossa dal 1936, nel 1939 completò l'Istituto militare di comunicazione a Kiev ed iniziò a operare nei servizi di sicurezza. Nel 1960 concluse la Scuola superiore del KGB presso il Consiglio dei ministri dell'URSS. Fu dal 1970 presidente del KGB della RSS Ucraina, mentre guidò la struttura a livello centrale da maggio a dicembre 1982, quando fu nominato Ministro degli affari interni dell'Unione Sovietica. Ricoprì tale carica fino al 1986, dopodiché fu, fino al 1991, tra gli ispettori generali del Ministero della difesa dell'Unione Sovietica. Morì a Mosca nel 2008 e fu sepolto nel cimitero di Troekurovo.